# Orvelte

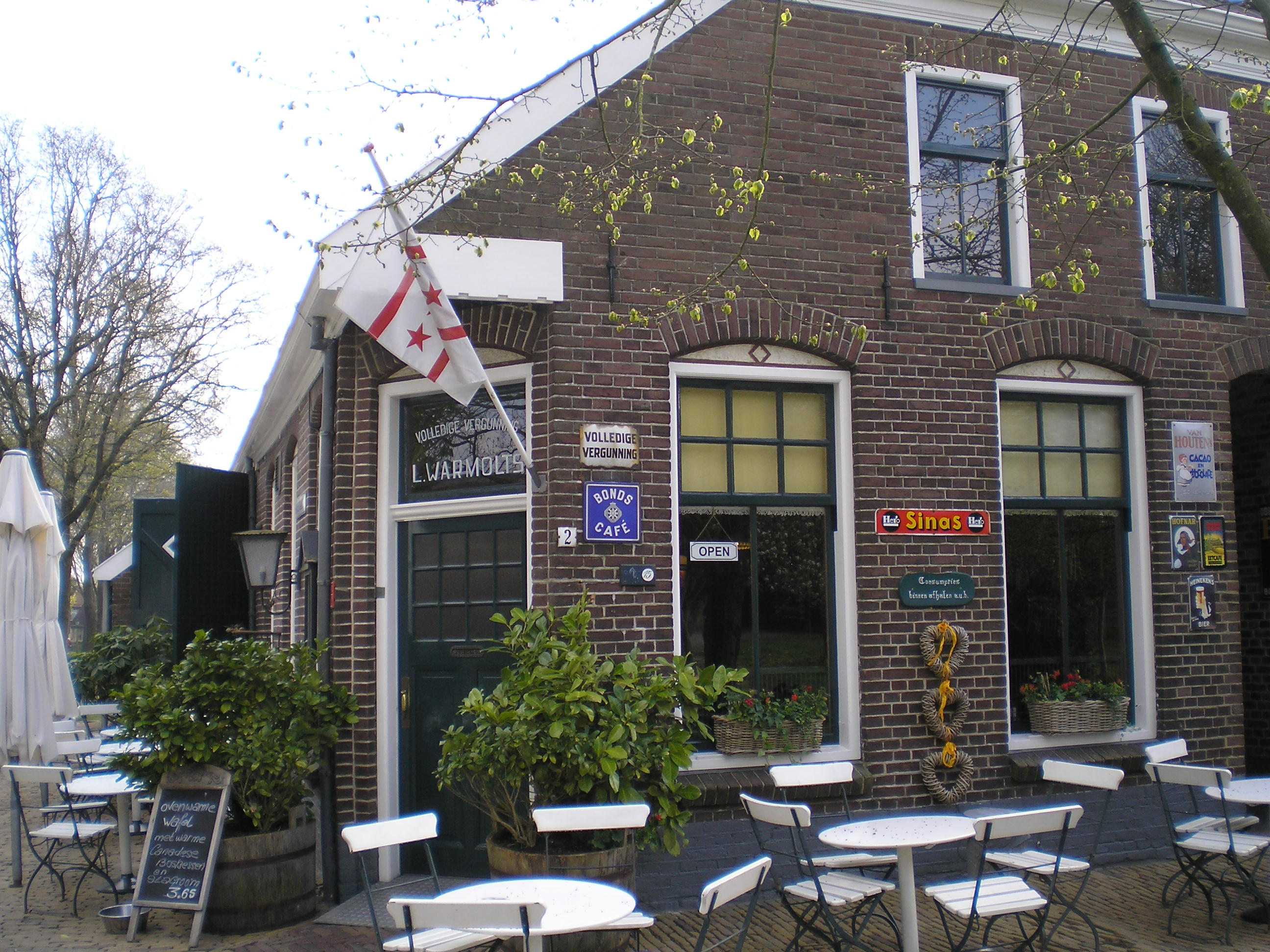
Orvelte: un locale nella Schoolstraat

Orvelte è un villaggio di circa 220-230 abitanti del nord-est dei Paesi Bassi, facente parte della provincia della Drenthe. Dal punto di vista amministrativo, si tratta di una frazione del comune di Midden-Drenthe; fino al 1997 aveva fatto invece parte della municipalità di Westerbork.
La località si presenta come una sorta di villaggio-museo ed è posta sotto tutela.

## Geografia fisica
Orvelte si trova tra le località di Westerbork e Zweeloo (rispettivamente a sud-est della prima e a nord-ovest della seconda) e a sud ovest di Schoonloo.

## Origini del nome
Il toponimo Orvelte, attestato anticamente come Oervelde (1362), Orvele, Orvelde (1390), Oorvelde (1454), Orvelte (1598), deriva probabilmente dal termine *Over-velde, che significa "dall'altra parte della brughiera".

## Storia
Il villaggio sorse probabilmente tra l'XI e il XIII secolo. La prima menzione della località risale tuttavia al 1362, quando in un documento si parlava di un contadino del posto.
Nel 1632 vivevano ad Orvelte tredici contadini che si impegnavano a sfruttare i terreni del bosco circostastante.
Nel 1967, Orvelte ottenne lo status di villaggio protetto e l'anno seguente fu creata Fondazione Orvelte che acquisì 67 fattorie storiche del posto.

## Monumenti e luoghi d'interesse
Orvelte vanta 22 edifici classificati come rijksmonumenten.

## Cultura

### Musei
Principale attrattiva di Orvelte è un museo all'aperto, che raccoglie varie fattorie della zona.
Tra gli edifici d'interesse, figura la Bruntigerhof: costruita in origine a Brutinge, probabilmente in un periodo compreso tra il 1560 e il 1650, è la più antica fattoria del comune di Midden-Drenthe.

## Società

### Evoluzione demografica
Al censimento del 1º gennaio 2018, Orvelte contava una popolazione pari a 230 abitanti, equamente ripartita tra persone di sesso maschile e di sesso femminile.
La località ha conosciuto un progressivo lieve incremento demografico a partire dal 2016, quando contava una popolazione pari a 210 abitanti.